# Petra Högl
Petra Therese Högl (* 14. April 1971 in Eichendorf) ist eine deutsche Politikerin der CSU.
Seit den 2000er ist Högl stellvertretende Vorsitzende im Kreisvorstand der CSU und seit 2014 Fraktionsvorsitzende im Kreistag. Bei der Landtagswahl am 14. Oktober 2018 wurde sie als Direktkandidatin im Stimmkreis Kelheim in den Bayerischen Landtag gewählt. Högl erreichte 35,5 Prozent der Erststimmen. Bei der Landtagswahl 2023 zog sie erneut in den Landtag ein. Högl ist Mitglied des Ausschusses für Arbeit und Soziales, Jugend und Familie und Mitglied des Ausschusses für Ernährung, Landwirtschaft und Forsten im Bayerischen Landtag. 

## Privates
Högl ist verheiratet und Mutter von vier Kindern. Sie ist römisch-katholischer Konfession.